# NCAA Football 14
NCAA Football 14 est un jeu vidéo de sport (football américain) édité par EA Sports, sorti en 2014 sur Xbox 360 et PlayStation 3. Le jeu est, à ce jour, le dernier opus de la série NCAA Football, notamment car les joueurs universitaires ne reçoivent pas de rétribution pour faire partie du jeu. L'ancien quarterback Denard Robinson est sélectionné pour être sur la couverture de la pochette du jeu. 

## Accueil
- Official Xbox Magazine : 7,5/10[2]